# Лилов, Александр Василев
Алекса́ндр Васи́лев Лилов (болг. Александър Василев Лилов; 31 августа 1933, Граничак — 20 июля 2013) — болгарский философ и политический деятель.

## Биография
Родился в семье крестьян-бедняков. Закончил Софийский университет (1962) по специальности «болгарская филология» и аспирантуру Академии общественных наук при ЦК КПСС (1969), получив степень кандидата наук. С 1975 года он научный сотрудник Института искусствознания Болгарской Академии наук, где в 1981 году получил степень доктора философских наук.
Политическую карьеру начал в Димитровском коммунистическом молодёжном союзе в Видине, на комсомольской работе с 1951 года. В 1963 году избран в Центральный комитет ДКМС. Был депутатом 4-го, 6-го, 7-го, 8-го и 9-го созывов Народного собрания Болгарии от БКП, депутатом 7-го Великого народного собрания и депутатом 36-го, 37-го и 38-го созывов Народного собрания Болгарии от БСП. Среди депутатов Народного собрания имел наибольший стаж (с 1962 г. до 2001 г).
С 1969 года работал в центральном аппарате Болгарской коммунистической партии. В 1970—1972 заведующий отделом искусства и культуры ЦК. С 13 июля 1972 года по 28 сентября 1983 года был секретарём ЦК БКП, а с 3 июля 1974 года по 28 сентября 1983 года членом Политбюро. С 1976 по 1983 г был членом Государственного совета НРБ. Был близок к Людмиле Живковой, дочери руководителя Болгарии Тодора Живкова, принимавшей активное участие в политической деятельности, пользовался популярностью в либеральных кругах партии. В 1983 году снят с руководящих постов партии с резкой критикой Тодора Живкова за удалённость от реальности и отсутствие интереса к экономическим вопросам и назначен директором Института современной социальной теории Академии наук НРБ.
Во время отставки Тодора Живкова 10 ноября 1989 года находился в Великобритании. На пленуме ЦК 8 декабря того же года кооптирован в члены ЦК БКП, избран секретарём ЦК и введён в политбюро. По его инициативе БКП осуждала Возродительный процесс. С 2 февраля 1990 председатель Президиума Высшего партийного совета. По его инициативе БКП была в феврале 1990 года преобразована в Болгарскую социалистическую партию. В 1991—1992 годах он был председателем Национального совета БСП. С 1993 года он был руководителем Центра стратегических исследований БСП. Лилов являлся идеологом демократического социализма и вступил в идеологический конфликт с социал-демократическим крылом партии.
С 1985 года был членом-корреспондентом Болгарской академии наук. Его работы были по философии искусства, проблемам идеологической работы коммунистической партии, идеологической борьбе двух мировых систем, по международным отношениям.

## Монографии (на болгарском языке)
- «Критика на съвременни буржоазни теории за природата на изкуството» (1971 г.)
- «Към природата на художественото творчество» (1979 г.)
- «Въображение и творчество» (1986 г.)
- Сборник «Европа — диалог и сътрудничество» (1988 г.)
- «Философско-теоретически проблеми на ядрената война» (1989 г.)
- Сборник «Европа — да бъде или да не бъде» (1985 г.)
- «Дилогът на цивилизациите. Световният и българският преход»(2004 г.)
- «Информационната епоха. Съчинение в три тома. Том първи: Цивилизациите»(2006 г.)
- «Информационната епоха. Съчинение в три тома. Том втори: Световният и българският преход»(2006 г.)
- О природе искусства : Критика соврем. концепций буржуазной эстетики. / [Пер. с болг. канд. филос. наук А. В. Федотова.] [Предисл. д-ра филос. наук, проф. М. Ф. Овсянникова]. — М. : Искусство, 1977. — 200 с.
- Природа художественного творчества. / [Пер. с болг.] — М. : Искусство, 1981. — 479 с.
- Теория и практика реального социализма. — М. : Прогресс, 1982. — 280 с.